# Frithiof Neovius
Frithiof Alfred Neovius, född 1830 i Sordavala, död 1895 i Helsingfors, var en finländsk skriftställare och politiker. Han var bror till Edvard Engelbert Neovius och far till Arvid Neovius.
Neovoius tjänstgjorde länge i Ryssland vid militärläroverk, var 1871–85 direktor för Finska kadettkåren och avancerade till generallöjtnant. Han framträdde som ivrig och kunnig arbetare på det samhälleliga området, både inom tidningspressen och representationen (han satt under fem lantdagar i borgarståndet). I försvaret av Finlands konstitution tog han verksam del genom uppsatser i ryska liberala blad och i "Nya Pressen". Hans broschyr om tullförhållandena mellan Ryssland och Finland (1890) uppvisade den avgörande olyckan för det senare landet av en tullunifiering. Som ordförande i centralundsättningskommittén för de på grund av missväxten 1891 nödlidande inlade han stor förtjänst.